# 벅스 모란
벅스 모란(Bugs Moran, 본명: George Clarence "Bugs" Moran, /məˈrɑːn/; Adelard Leo Cunin; 1893년 8월 21일 – 1957년 2월 25일)은 미국의 시카고 금주법 시대의 갱스터였다. 21번째 생일이 되기 전에 세 번 투옥되었다. 1929년 2월 14일 성 발렌타인 데이 학살 당시 그의 라이벌 알 카포네의 명령으로 추정되는 그의 갱단원 7명이 창고에서 총격을 받아 살해당했다.

## 감옥에서의 죽음
모란은 1957년 2월 25일 캔자스주 레번워스 연방 교도소에서 10년 형을 선고받고 복역한 지 몇 달 만에 폐암으로 사망했다. 당시 63세의 나이였다.

## 대중문화 속 등장
- 알 카포네 (1959년 영화) - 머빈 바이가 묘사
- 발렌타인 데이의 대학살 (영화) - 랠프 미커가 묘사
- 알 카포네 (1975년 영화) - 로버트 필립스가 묘사